# 미국 본토의 지리적 중심
미국 본토의 지리적 중심은 미국의 48개 주(미국 본토) 가운데 중심이다. 1912년 뉴멕시코주, 애리조나주가 미국에 편입된 이래로 미국 국립 측지 조사 (NGS)에 의해 간주되어 왔다.

## 개요
1918년 조사에서의 위치는 캔자스주-네브래스카주 경계에서 남쪽으로 약 19km, 캔자스주 레버넌의 중심에서 북서쪽으로 약 4.2km 정도 떨어진 북위 39° 50′  서경 98° 35′  / 북위 39.833°  서경 98.583° 에 있다.
변화하는 해안선 및 기타 요인으로 인해 육지의 정확한 중심을 측정하는 것은 항상 부정확할 수 있지만 NGS 좌표는 AA 도로와 K-191 교차로에 있는 작은 공원의 역사적인 표시로 인식된다. 이는 미국 281번 국도에서 벗어나 입장할 수 있다.
사우스다코타주 벨포시의 북동쪽 지점에 위치한 알래스카주, 하와이주의 1959년 추산을 반영하는 미국의 지리적 중심과는 구별된다.
캔자스주 포트윈의 북동쪽에 있는 농장은 매사추세츠 기반의 디지털지도 제작 회사인 MaxMind가 인접 미국의 추정된 지리적 중심을 39.8333333, -98.585522에서 38.0000, -97.0000으로 변경했을 때 6억 IP 주소 (미세한 세밀도 부족)의 기본 위치가 되었다.

## 표시
1918년 조사에서 누락된 사유지 소유자의 사생활을 보호하기 위해, 1940년에는 약 반 마일(0.804672km) 정도 떨어진 곳에 표지판이 세워졌다.
비문 내용:

The GEOGRAPHIC CENTER of the UNITED STATES

LAT. 39°50' LONG. -98°35'

NE 1/4 - SE 1/4 - S32 - T2S - R11W

Located by L.T. Hagadorn of Paulette & Wilson - Engineers and L.A. Beardslee - County Engineer. From data furnished by U.S. Coast and Geodetic Survey. 

Sponsored by Lebanon Hub Club. Lebanon, Kansas. April 25, 1940

미국의 국기는 일반적으로 기념비에 놓인 기둥에 게양되어 있다. 덮여있는 소풍 공간과 작은 4인용 예배당이 인근에 있다.

## 측정법
1918년 미국 측지학적 측량국은 미국과 같은 판지 모양의 오려낸 지점을 균형있게 조정함으로써 이 위치를 발견했다. 이 방법은 20마일(32.18688km) 이내에 정확했으며, 측량 조사가 더 이상 미국의 중심으로 어떤 위치를 보증하지는 않지만, 캔자스주 레버넌의 식별은 그대로 남아 있다.

## 같이 보기
- 지리적 중심
- 미국의 지리적 중심
- 미국의 지리적 중심들
- 미국 인구의 평균 중심
- 미국의 극한점